# Мария Орлеанская
Мария Амелия Франсуаза Елена Орлеанская (13 января 1865 — 4 декабря 1909) — французская принцесса из Орлеанского дома, жена Вальдемара, принца Дании.

## Биография
Мария была старшим ребёнком Роберта, герцога Шартрского (второй сын Фердинанда Филиппа, герцога Орлеанского и герцогини Елены Мекленбург-Шверинской) и его жены, принцессы Франсуазы Орлеанской. Франсуаза была дочерью Франсуа Орлеанского и принцессы Франциски Бразильской.
Мария родилась во время правления во Франции соперника её семьи, Наполеона III. Детство провела в Англии, куда её семья переехала в 1848 году. Она переехала во Францию вместе со своей семьей после падения Наполеона в 1871 году. Принцесса стала поддерживать буржуазию.

### Свадьба
Она вышла замуж за принца Вальдемара Датского, младшего сына короля Кристиана IX, после согласия папы римского 20 октября 1885 года. Гражданская церемония прошла в Париже. Она осталась в католической религии, а Вальдемар был лютеранином. Сыновья, рождённые от этого брака, принимали лютеранскую веру, а дочери — католицизм, веру своей матери.
Пара поселилась в замке Бернсторфф в Копенгагене, в котором родился Вальдемар. С 1883 г. Вальдемар жил там со своим племянником принцем Георгом Греческим, младшим сыном старшего брата Вильгельма, который стал королём Греции в 1863 году. Король отправил сына в Данию, чтобы тот служил в датском флоте. Мальчика передали на попечение его дяди Вальдемара, который был адмиралом датского флота.
Георг позже писал своей невесте, принцессе Марии Бонапарт, что у него возникла глубокая привязанность, которую он испытывал к своему дяде.
В 1907 году, когда Георг привез свою невесту в Бернсторфф, Мария Орлеанская пыталась объяснить Марии Бонапарт интимность, которая объединила их мужей. Женщины решили не вторгаться в интимные моменты своих мужей.
Принцесса Бонапарт оказалась большой поклонницей принцессы Орлеанской, сказав, что «среди членов большой семьи моего мужа она единственная была наделена умом, смелостью и характером». Мария Бонапарт восхищалась терпением Марии Орлеанской, независимостью в обстоятельствах, связанных с её мужем.

### Жизнь в Дании
О Марии Орлеанской писали, что она была импульсивна, остроумна и энергична. Она так и не научилась свободно говорить на датском языке. Её брак оказался удачным. Мать дала детям свободное воспитание, её художественный вкус и привычки доминировали в семье. В 1886 году Вальдемар отказался от трона Болгарии с её согласия. Принцесса выполняла свои церемониальные обязанности в нетрадиционной манере, и однажды написала: «Я считаю, что человек, независимо от своего положения, должен быть самим собой» (1896). Она обладала независимым характером, твердым мнением, показывая это публично. Мария была известна своей элегантностью. Будучи официальным покровителем пожарных, позволила запечатлеть себя на фотографии с единой пожарной командой. В ответ на жалобы по поводу её нетрадиционного поведения она как-то заявила : «Пусть они жалуются, я просто счастлива».
Принцесса попросила у датского двора разрешения оставить свой дом и проводить больше времени с художниками. Она любила рисовать и фотографировать. Участвовала в художественных выставках в 1889, 1901 и 1902 годах и была членом датской Академии художеств.

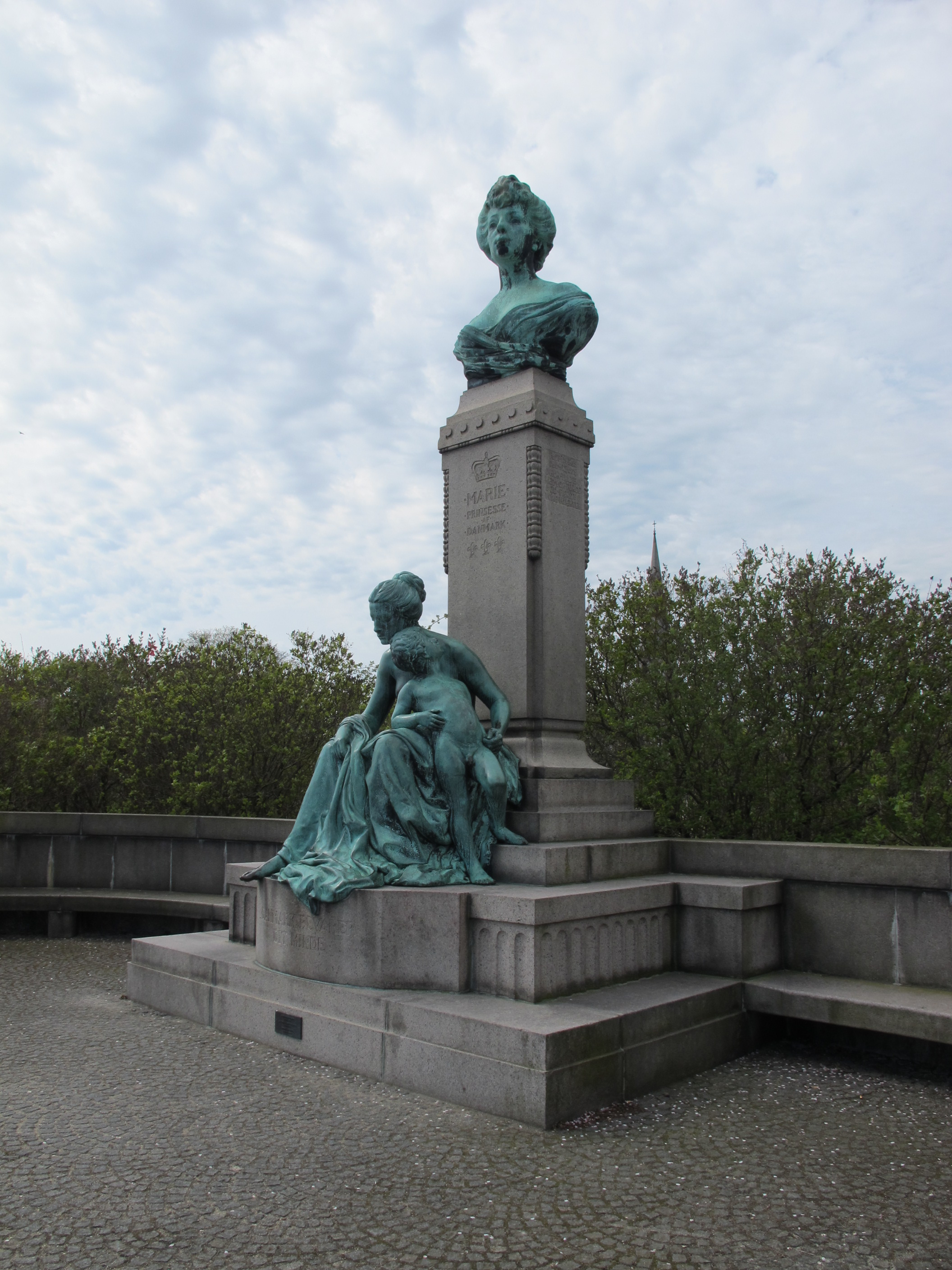
Памятник принцессе Марии в копенгагенском парке Лангелиние (1912, скульптор К. Мартин-Хансен)

Мария активно вмешивалась в политику. Она принадлежала к партии левого крыла и участвовала в утверждении реформ 1901 года, что привело к укреплению парламентаризма. В 1902 году отклонила идею оставить датскую Вест-Индию в США. Кроме того, она активно поддерживала интересы Франции: появлялась во французской прессе, чтобы повлиять на франко-русский союз в 1894 году и на франко-германский колониальный конфликт в Марокко в 1905 году. Мария Орлеанская была очень популярным человеком в Дании.
Муж Марии и трое её сыновей были в Индии по пути в Сиам, когда получили известие, что мать семейства умерла в Бернсторффе 4 декабря 1909 года.

### Дети
У Марии и Вальдемара было пятеро детей:
- Принц Оге Датский (1887—1940), женился на Матильде Кальви деи Конти ди Берголо в 1914 году.
- Принц Аксель Датский (1888—1964), женился на Маргарите Шведской в 1919 году и имел двух сыновей.
- Принц Эрик Датский (1890—1950), женился на Лоис Фрэнсис Бут в 1924 году, разведены в 1937 году, сын и дочь.
- Принц Вигго Датский (1893—1970), был женат на Элеоноре Грин, не имел детей.
- Принцесса Маргрете Датская (1895—1992), вышла замуж за принца Рене Бурбон-Пармского. Её дочь Анна стала королевой Румынии.